# Douglas McFerran
Douglas McFerran (Luton, 1958) è un attore britannico.

## Biografia
Raggiunge la popolarità con la partecipazione alla serie Johnny English dove insieme a Dieter Klein (Steve Nicolson) aiuta Sauvage (John Malkovich) a rubare i gioielli della Corona, che in seguito saranno restituiti in una stazione.
Ha partecipato in numerosi film tra cui appunto Johnny English, Sliding Doors, S.Y.N.A.P.S.E. - Pericolo in rete,  Captives - Prigionieri, Vicini pungenti, Sabato nel pallone, Shoreditch, Charlie, Foto Finish, Mountain Language, Touch and Go, Margaret e In Your Dreams. Oltre che a partecipazioni Tv come London's Burning, She's Out e Birds of a Feather.

## Filmografia parziale

### Cinema
- Captives - Prigionieri (Captives), regia di Angela Pope (1994)
- Sliding Doors, regia di Peter Howitt (1998)
- S.Y.N.A.P.S.E. - Pericolo in rete (Antitrust), regia di Peter Howitt (2000)
- Johnny English, regia di Peter Howitt (2003)

### Televisione
- Metropolitan Police (The Bill) - serie TV, 7 episodi (1987-2010)
- She's Out - serie TV, 6 episodi (1995)
- Valle di luna (Emmerdale Farm) - serie TV, 19 episodi (1995-2017)
- London's Burning - serie TV, 7 episodi (1997-1998)
- FBI: International - serie TV, episodio 4x11 (2019)

## Doppiatori italiani
Nelle versioni in italiano delle opere in cui ha recitato, Douglas McFerran è stato doppiato da:
- Sandro Sardone in Sliding Doors
- Saverio Indrio in Johnny English
- Marco Mete in S.Y.N.A.P.S.E. - Pericolo in rete (2° doppiaggio)
- Gerolamo Alchieri in FBI International